# 複合弓

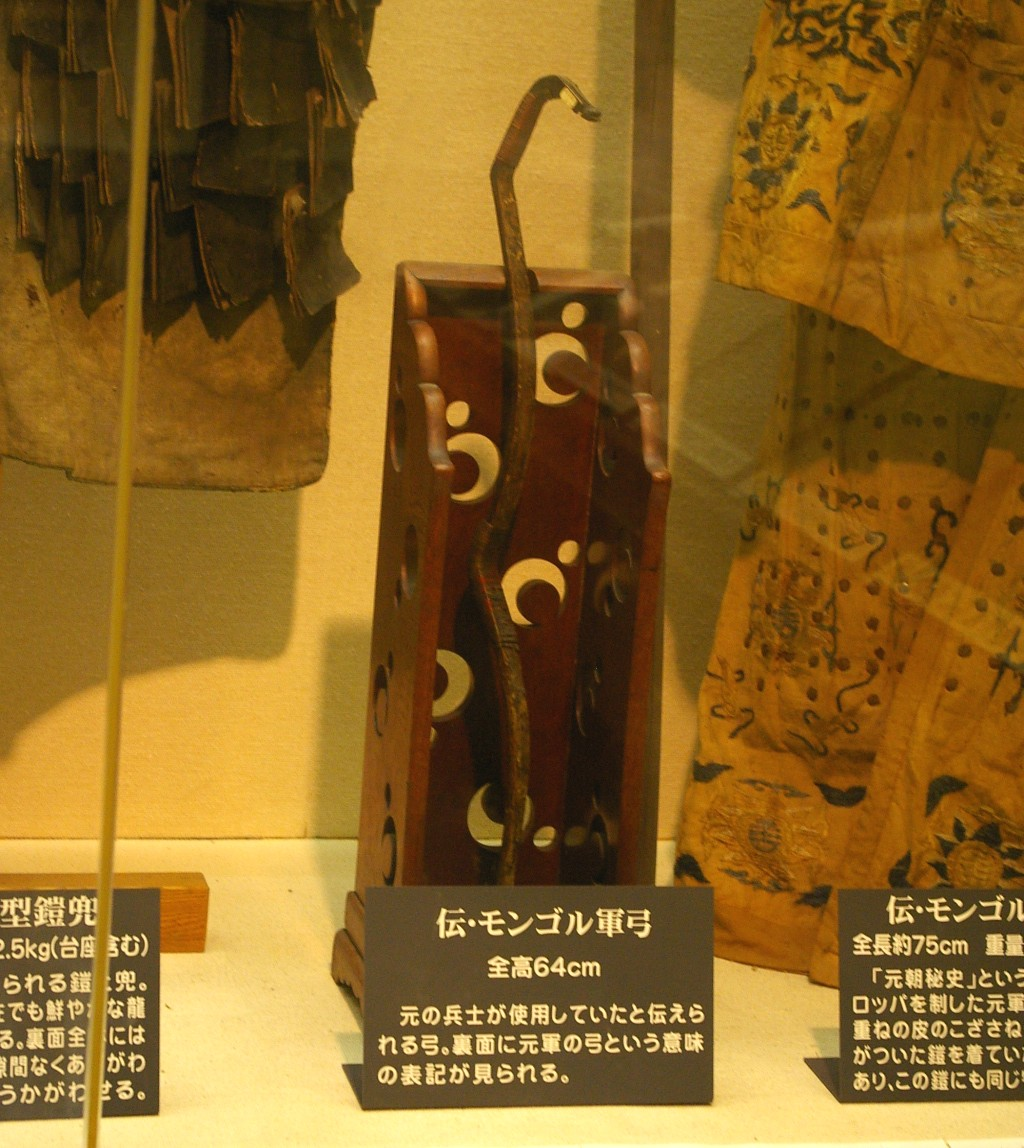
モンゴル軍弓
｢元寇資料館」にて

複合弓（ふくごうきゅう）とは複数の材料を張り合わせる事で射程と破壊力を向上させた弓のことである。特に木製、竹製の弓にそれ以外の材料、動物の骨や腱、角、鉄や銅の金属板を張り合わせた弓のことを合成弓（コンポジット・ボウ）とも言う。
これらに対し、単一の材料のみで作られた弓を丸木弓あるいは単弓という。

## 概要
日本の和弓以外の複合弓は馬上でも扱いやすいようにそれほど長大に作られてはないのが普通である。イングランドの長弓や日本の初期の和弓のように弓を大きくするのではなく、素材自体を改良した弓なので大きさの割に強力な張力を持っていたが、使いこなす事が困難だった。
特にユーラシア大陸中央部の遊牧民は素材のみならず構造にも改良を加えた。例えば弓の両端や中央部は曲がる方向とは逆に大きく反っており、弦を外した状態では使用時とは逆に反り返ってＣの字になった。矢も合成弓の威力を十分に活かすために鏃は他の弓で使う物よりも比較的小さく細く軽めの物を使用した。弓懸も他であれば弦を胸までしか引けないところを耳やそれ以上にまで引ける物に変えた。
弓職人が製造の秘密がもれる事を恐れたために詳しい製造法は現代まで殆ど残っていないが、多くの合成弓はまず軸となる木製の弓を用意し、弓を引く時に伸びる側の外側に糸状にほぐした動物の腱、逆に縮む側の内側に動物の角や骨を膠で貼り付けて製作した。木製の部分は薄く、それ自体が弾力を持ち弓の威力を上げると言うわけではなく、どちらかと言うと弓を組み立てるための土台に過ぎなかった。特に動物の腱を糸状にほぐす作業は多くの手間と時間が必要で、膠で材料を貼り付ける際も完全に貼り付けるために場合によっては何ヶ月もの時間が必要となるため、長大で威力のある合成弓は大変高価だった。
威力については、肘ぐらいまで弦を引いただけで胸の位置まで引いた長弓と互角かそれ以上の威力を持ち、実際に戦闘で使用するとなると弦を耳の位置やそれ以上まで引く事の出来る弓懸を使用したためさらに威力が増した。合成弓の中でもトルコの弓と呼ばれる弓は長距離用の矢を約600メートル先まで飛ばし、コンパウンドボウ以前の弓としては最長の射程を誇るとされる。

## 歴史
古くは古代エジプトに侵攻したアジア系の民族ヒクソスが木と動物の角を材料にした合成弓でまだ軍事的には貧弱だったエジプト人を苦しめ、同時に合成弓をはじめとする様々な軍事技術をエジプトにもたらした。
特に合成弓をさかんに改良したのはユーラシア大陸中央部の遊牧民に属する諸民族で特にスキタイ、パルティア、匈奴、フン、マジャール、セルジューク、モンゴルなどの民族は合成弓とそれを効果的に活かした戦法でヨーロッパや東アジアの農耕民にとって大きな脅威となり、中には東ローマ帝国のようにわざわざ輸入してまで軍隊に取り入れる国もあった。こうした遊牧民の軍隊は15〜16世紀以降の小銃が発達した時代になっても馬上での銃の扱いにくさや、連射ができないこと、また民族としての誇りから合成弓を持って戦い続けた。

## 特徴
長所
一つの素材から作られたセルフボウに比べ、小型で高威力を出せる為、取り回しに優れる。馬上や馬車からも撃てる。大抵、リカーブボウの形状となる。
短所
作成に手間と時間がかかる。素材を接着する膠（）が湿度に弱い。そのため、湿度の高い地域や雨の多い地域に住んでいる人々がセルフボウを好むのに対して、複合弓は温帯や乾燥した地域で好まれた。また、弦に関しては近代以前のあらゆる弓で雨と湿度の悪影響を受けるため乾かした状態がよいとされている。6世紀のビザンチン軍のマニュアルであるマウリキウスのストラテギコンによると「複合弓を革のケースに入れて乾いた状態を保つよう」記載していた。

## 構造
アラブの弓
弓は預言者イシュマエルによってもたらされたと考えられている。アラブでは手で撃つ弓 Hijāzi と 足を使うものがある。複合弓は maṣnū‘ah もしくは murakkabah と呼ばれる。Hijāziには3種類あり、一つの板からなる弓 ( qaḍīb )、1種か2種の長さが違う板を張り合わせた弓、動物の腱や角を使い強化された弓の3種類である。この3番目が複合弓に相当する。使用される木材は同じ木材であるが、山頂・山腹・山の麓で取れたもので使い分けする。
一種類の板を張り合わせた弓は filq 、二種を合わせた弓は sharīj と呼ばれる。ヤギの角と腱で強化された弓は、精鋭や水のそばに住んでいる人間のみが使用する。強化された弓が限定的に使用された理由については不明であり、研究者は動物性素材に使用する接着剤が乾燥に弱いなどの理由をあげている。